# Alex Acker
Alex Maurice Acker (Compton, California, 21 de enero de 1983) es un baloncestista estadounidense, naturalizado italiano, que se encuentra sin equipo. Con 1,96 metros de altura, su posición en la cancha es la de escolta.

## Trayectoria deportiva
Acker era alumno de la Universidad de Pepperdine y fue elegido en la segunda ronda del Draft de la NBA en el 2005 por los Detroit Pistons. Fue asignado a la D-League para los Fayetteville Patriots el 27 de febrero de 2006.
En la temporada 2006-2007 fichó por el Olimpiakos de la Liga Griega, equipo con el que ha promedió 16,5 puntos y 7,5 rebotes en la Euroliga y 11 puntos y 3,5 rebotes en la liga Helena.
En agosto de 2007 fichó por el AXA FC Barcelona, para ser el sustituto de "la bomba" Juan Carlos Navarro. Pese a que realizó una temporada bastante irregular, en los play-off cuajo grandes actuaciones especialmente ante el Iurbentia Bilbao. No obstante el hecho de sus problemas con la rodilla así como la vuelta de Navarro, hicieron que el club azulgrana finalmente no ejecutara la opción de renovación de su contrato.
La temporada 2008-09 vuelve a la NBA firmando un contrato por los Detroit Pistons, equipo en el que ya había militado con anterioridad a su etapa en Europa.
La temporada siguiente, a mediados del mes de febrero, los Pistons traspasan al jugador junto a una segunda elección en la 2.ª ronda del draft del 2011 a cambio de una elección en la 2ª ronda del draft del 2013 a Los Angeles Clippers en un movimiento en el que Detroit pretendía situarse por debajo del tope salarial para no tener que pagar el impuesto de lujo.
Para el curso 2009/10, tras una temporada en la que su protagonismo en la NBA fue muy reducido, el jugador decide volver a Europa y firma un contrato para jugar en las filas del Armani Jeans de Milán.
El siguiente destino es el Le Mans francés, que le firma para la campaña 2010-2011. El club apuesta por él, para que sea el referente ofensivo desde el juego exterior.
[actualizar]

## Estadísticas de su carrera en la NBA

### Temporada regular
| Año     | Equipo      | PJ | PT | MPP | %TC  | %3P  | %TL  | RPP | APP | ROB | TPP | PPP |
| ------- | ----------- | -- | -- | --- | ---- | ---- | ---- | --- | --- | --- | --- | --- |
| 2005–06 | Detroit     | 5  | 0  | 7.0 | .250 | .200 | .000 | 1.0 | .8  | .2  | 0   | 1.8 |
| 2006–07 | Detroit     | 7  | 0  | 2.9 | .368 | .000 | .500 | .3  | .1  | .3  | .1  | 1.3 |
| 2008–09 | LA Clippers | 18 | 0  | 9.9 | .400 | .438 | .500 | 1.2 | .6  | .2  | .2  | 3.5 |
| Total   | Total       | 30 | 0  | 7.8 | .370 | .320 | .500 | 1.0 | .5  | .2  | .1  | 2.7 |